# Ronen Ginzburg
Ronen Ginzburg (in ebraico רונן גינזבורג‎?; Tel Aviv, 19 settembre 1963) è un allenatore di pallacanestro ed ex cestista israeliano naturalizzato ceco.

## Carriera
Ha guidato la Rep. Ceca ai Giochi olimpici di Tokyo 2020, ai Campionati mondiali del 2019 e a tre edizioni dei Campionati europei (2015, 2017, 2022).

## Palmarès
- Campionato ceco: 5

ČEZ Nymburk: 2010-2011, 2011-2012, 2012-2013, 2015-2016, 2016-2017
- Coppa della Repubblica Ceca: 4

ČEZ Nymburk: 2011, 2012, 2013, 2017
- Lega Lettone-Estone: 2

Prometej: 2022-2023, 2023-2024